# Dasharatkoppa, Hangal
Dasharatkoppa là một làng thuộc tehsil Hangal, huyện Haveri, bang Karnataka, Ấn Độ.